# Неоінституціоналізм
Новий інституціоналізм, також неоінституціоналізм — низка підходів до вивчення інституцій та інститутів у контексті їх зв'язку із політикою, економікою та суспільством, а саме те, як формальні та неформальні правила та норми, а також внутрішні та зовнішні чинники впливають на поведінку політичних акторів. В цих підходах наголошується на відході від індивідуалізму та повного узалежнення політичних інституцій від суспільства на користь надання їм відносної автономії. Наголошується на культурі, структурах значень, символічних діях у вивченні інституцій. Цей напрямок розвинувся після "біхевіористської революції", що відбувалась близько з 1950-их до 1970-их років, коли поєдналися інтереси науковців, що користувалися формально-юридичним аналізом політичних інституцій, які зосереджувались на вивченні формальних інституціональних правил та структур, та біхевіористів. Визначають три основних види інституціоналізму: історичний інституціоналізм, інституціоналізм раціонального вибору, соціологічний або нормативний інституціоналізм, хоча існують також й інші течії.

## Історія
Новий інституціоналізм походить від "старих інституціоналістів" Макса Вебера, Джона Лока, Вудро Вільсона, Моріса Оріу тощо, що користувалися зокрема формально-юридичним аналізом інституцій, проте не створили пояснювальних теорій. Після другої світової війни, увага змістилась від інституцій та їх впливу до поведінки окремих індивідів. Новий інституціоналізм був реакцією на біхевіоризм.
Найбільше зазнав відродження інституційний підхід в 1970-их роках із виходом низки праць.

## Напрями неоінституціоналізму
Численні наукові підходи були описані як напрямки нового інституціоналізму.

### Історичний інституціоналізм
Ця версія інституціоналізму стверджує, що "історія має значення". Установи, як правило, слідують тим шляхам розвитку, що були обрані або розроблені на початку її існування. Інституції матимуть притаманну їм програму, засновану на схемі розвитку, як неформальну (яким чином це робиться в цілому), так і формальну (закони, правила та інституційна взаємодія). 
Ключовим поняттям є залежність від шляху: історичний шлях певної установи чи політичної особи призведе до майже неминучих подій. У деяких установах це може бути цикл, що продовжує себе: дії одного типу спричиняють подальші дії такого типу. 
Ця теорія не означає, що інституційні шляхи назавжди будуть неминучими. Критичні переломи можуть дозволити швидку зміну в момент великої кризи. 

### Інституціоналізм раціонального вибору
Інституціоналізм раціонального вибору передбачає певні припущення про преференції акторів, згідно із якими актори будуть діяти з цілями максимізації власної вигоди. Політика в такому випадку стає процесом вирішення "дилем колективних дій", які унормовуються правилами та нормами всередині інституцій. 
Інституціоналізм раціонального вибору значною мірою випливає з теорії раціонального вибору, але не є тотожним їй. Прихильники стверджують, що раціональний вибір політичних акторів обмежений (називається "обмежена раціональність"). Ці межі приймаються, оскільки люди усвідомлюють, що їх цілі можна досягти найкращим чином через установи. Іншими словами, інститути — це система правил і спонукань до поведінки, в яких люди намагаються максимізувати власну вигоду. 

### Соціологічний або нормативний інституціоналізм
Соціологічний або нормативний інституціоналізм — це соціологічне тлумачення інститутів, згідно з яким "логіка відповідності" керує поведінкою суб'єктів всередині установи. Він передбачає, що норми та формальні правила установ формуватимуть дії тих, хто діє в них. За словами Джеймса Марча, логіка відповідності означає, що дії "узгоджуються із ситуаціями за допомогою правил, організованих в ідентичностях". Таким чином, нормативний інституціоналізм вважає, що значна частина поведінки інституційних акторів базується на загальновизнаній ситуації, з якою стикаються актори, ідентичності суб'єктів в ситуації та аналізі актором правил, які, зазвичай, керують поведінкою цього актора в цій конкретній ситуації. 

### Конструктивістський інституціоналізм
Починаючи з 2000 р. ряд авторів використовує термін конструктивістський інституціоналізм або ж дискурсивний інституціоналізм, який описується як "більш динамічний підхід до інституційних змін, ніж старі три нові інституціоналізми". Конструктивістські інституціоналісти стверджують, що політичні, соціальні чи політичні дискурси можуть виконувати комунікативні функції: суб'єкти, які публічно висловлюють ідеї, можуть призвести до соціальних змін або координувати функції. Таким чином, ідеї та сенс створюють механізм для багатьох суб'єктів для досягнення консенсусу щодо норм та цінностей і, таким чином, створення соціальних змін. Цей підхід все більше виходить за рамки політології в теорію міжнародних відносин та аналіз зовнішньої політики.

### Феміністський інституціоналізм
Феміністський інституціоналізм — це новий інституціональний підхід, що розглядає "як діють гендерні норми в установах і як інституційні процеси будують та підтримують динаміку гендерної влади".